# Kutnohorský varhanní festival na konci léta
Kutnohorský varhanní festival je třídenní hudební festival, věnovaný varhanní hudbě, pořádaný v Kutné Hoře. Byl založen v roce 2011. Účinkují na něm čeští a také zahraniční varhaníci. Festival si klade za cíl zviditelnit mnohasetletou varhanářskou a varhanickou tradici[zdroj⁠?!] v Kutné Hoře.
Uměleckým ředitelem festivalu je kutnohorský varhaník Michal Hanuš.